# Sclerophrys maculata
Sclerophrys maculata es una especie de anfibios anuros de la familia Bufonidae.

## Distribución geográfica y hábitat
Habita en Angola, Benín, Botsuana, Burkina Faso, Camerún, República Centroafricana, República del Congo, República Democrática del Congo, Costa de Marfil, Etiopía, Gabón, Ghana, Guinea, Kenia, Liberia, Malaui, Mozambique, Namibia, Nigeria, Sierra Leona, Sudáfrica, Sudán del Sur, Suazilandia, Tanzania, Uganda, Zambia, Zimbabue y, posiblemente en Burundi, Chad, Guinea Ecuatorial, Malí, Ruanda, Sudán y Togo.
Su hábitat natural incluye bosques tropicales o subtropicales secos y a baja altitud, montanos secos, sabanas secas, zonas secas de arbustos tropicales o subtropicales, praderas, ríos, marismas intermitentes de agua dulce, estanques y canales y diques.
Está amenazada por la pérdida de su hábitat natural.